# 高崇 (北魏)
高崇（?—?），北魏官员，表字積善，本貫勃海郡蓨县。

## 生平
母武威公主是沮渠牧犍和拓跋王后之女。沮渠氏嫡系在447年（太平真君八年）断絶，高崇以武威公主的意愿作为牧犍的後嗣，改姓沮渠。魏孝文帝召为中散，转任尚書三公郎。景明年間，恢复高姓，嗣父開陽男爵位，任領軍長史、伏波将軍、洛陽县令。不避权贵，为政清断，甚有恩惠，病故时享年三十七岁。追贈漁陽郡太守，529年（永安二年）、贈征虜将軍、滄州刺史。谥号成。

## 家族

### 四世祖
高抚，晋永嘉年间与兄高顾避难投奔高句丽。

### 父
高潜，魏献文帝初年从高句麗归顺北魏，赐爵开阳男，居住在遼東。献文帝以沮渠牧犍女赐高潜为妻，封武威公主。拜驸马都尉，加宁远将军，卒。

### 子女
- 高謙之
- 高恭之，即高道穆
- 高謹之（後嗣沮渠氏，任滄州平東府主簿，35岁去世）
- 高慎之（字道密，23岁去世）

## 传記資料
- 《魏書》卷77 列传第65
- 《北史》卷50 列传第38

## 延伸阅读
[在维基数据编辑]
 《魏書·卷77》，出自魏收《魏书》